# Samsan-dong
Samsan-dong là một dong, hoặc phường, của Nam-gu ở Ulsan, Hàn Quốc. Samsan có nghĩa là "3 ngọn núi". Nó nằm trong vùng thị trấn của Ulsan.

## Liên kết
Trang chủ Ulsan Namgu